# Puri Jagannadh
Puri Jagannath (Visakhapatnam, 28 de setembre de 1966) és un director de cinema indi, guionista i productor, que treballa principalment al cinema telugu. Ha guanyat el premi Nandi tres vegades. En 2006 va dirigir Pokiri, estrenada al 7è Festival de cinema d'IIFA de Dubai. La pel·lícula va ser un èxit i va ser refeta per a diferents llengües de l'Índia, fet-lo famós a nivell nacional.
Va debutar a Bollywood en 2004, amb la pel·lícula Shart: The Challenge. En 2011, va dirigir Bbuddah... Hoga Terra Baap, el guió de la qual va ser arxivada a la biblioteca dels Oscar. També posseeix una Discogràfica anomenada Puri Sangeet.